# Гонсало Кольса
Гонсало Кольса (ісп. Gonzalo Colsa, нар. 11 травня 1979, Сантандер) — іспанський футболіст, що грав на позиції півзахисника.
Виступав, зокрема, за клуб «Расінг», а також юнацьку збірну Іспанії.

## Клубна кар'єра
Народився 11 травня 1979 року в місті Сантандер. Вихованець футбольної школи клубу «Расінг». Дорослу футбольну кар'єру розпочав 1997 року в основній команді того ж клубу, в якій провів чотири сезони, взявши участь у 39 матчах чемпіонату. 
Згодом з 1999 по 2006 рік грав у складі команд «Логроньєс», «Атлетіко», «Реал Вальядолід», «Мальорка» та «Атлетіко».
Своєю грою за останню команду знову привернув увагу представників тренерського штабу клубу «Расінг», до складу якого повернувся 2006 року. Цього разу відіграв за клуб із Сантандера наступні шість сезонів своєї ігрової кар'єри. Більшість часу, проведеного у складі «Расінга», був основним гравцем команди.
Завершив ігрову кар'єру у команді «Мірандес», за яку виступав протягом 2012—2013 років.

## Виступи за збірну
У 1999 році у складі юнацької збірної Іспанії (U-20) став переможцем тогорічного молодіжного чемпіонату світу.